# Ardisia conglomerata
Ardisia conglomerata är en viveväxtart som beskrevs av C.L. Lundell. Ardisia conglomerata ingår i släktet Ardisia och familjen viveväxter. Inga underarter finns listade i Catalogue of Life.